# Babkin Hairabedian
Babkin « Henri » Hairabedian, né le 22 février 1931 à Meyreuil (Bouches-du-Rhône) et mort le 16 décembre 2004 à Nice, est un footballeur français.

## Biographie
Issu d'une famille arménienne, Babkin Hairabedian arrive à Nice au début des années 1950 et évolue en Division d'honneur en tant que gardien de but amateur. Plus tard, il se lie d'amitié avec Yeso Amalfi et Jean Belver, qui l'invitent à de nombreuses séances d'entraînement au stade du Ray. Après trois ans de travail, Hairabedian signe son premier contrat en tant que joueur professionnel avec l'OGC Nice. En 1954, sa première saison avec le club est marquée par une victoire en finale de la coupe de France contre l'Olympique de Marseille. Après ce succès, le portier niçois déclare : « Je n'avais que vingt-deux ans et j'étais dans un état de crispation extrême. Mais dès le début de la rencontre, lorsque j'ai vu la tournure que prenait le match, avec un Gym qui jouait à deux cents à l'heure, j'ai tout de suite compris qu'on pouvait réaliser quelque chose de grand. C'est alors que, subitement, je me suis détendu ! »
Par la suite, il évolue en Division 1 jusqu'en 1956, où il remporte le titre de champion de France 1955-1956. Il quitte l'OGC Nice en 1957 et rejoint le Tours Football Club. En 1959, il retrouve le sud de la France en jouant au sein de l'AS Béziers en Division 2 jusqu'en 1964. Il prend sa retraite sportive la même année à Nice, où il meurt le 16 décembre 2004 à 73 ans.
En 2007, la ville de Nice souhaite lui rendre hommage à l'occasion de l'année de l'Arménie en France. Jacques Peyrat, maire de Nice, inaugure le « Stade Babkin Hairabedian » le 7 février 2007, qui remplace le stade de la Lauvette Inférieure. Dix ans plus tard, à la suite du Championnat d'Europe de football 2016, chaque ville hôte reçoit une dotation de deux millions d'euros. La municipalité profite de ce budget pour rénover entièrement l'enceinte. Le 12 avril 2017, le « complexe Babkin Hairabedian » est inauguré dans le quartier de la Lauvette, en présence de Philippe Pradal, maire de Nice, Christian Estrosi, président de la région Provence-Alpes-Côte d'Azur et José Cobos, ancien défenseur de l'OGC Nice. « Il a contribué aux heures de gloires de l'OGC Nice. Les gamins niçois, dont j'étais à l'époque, étaient fans de cette équipe. Et bien que ce vallon de la Lauvette soit très excentré, c'était une nécessité de faire de cet endroit un lieu actif », déclare Christian Estrosi.

## Palmarès
- Champion de France en 1956 avec l'OGC Nice
- Vainqueur de la Coupe de France en 1954 avec l'OGC Nice